# Verein für Heimatschutz 1922 Kranenburg
Der Verein für Heimatschutz 1922 e.V. Kranenburg ist ein gemeinnütziger Verein, der kulturelle Interessen im lokalen Rahmen der Gemeinde Kranenburg (Niederrhein) verfolgt.

## Geschichte

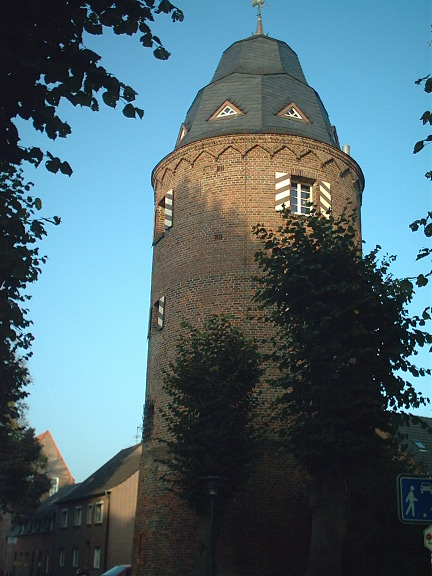
Mühlenturm

Der Verein wurde im Jahr 1922 mit dem Ziel gegründet, um den 1400 errichteten Mühlenturm (Kranenburg) vor dem endgültigen Abriss zu retten und dort ein Heimatmuseum einzurichten. Die sechs Gründungsmitglieder waren Gerhard Pauli, Josef van Bebber, die beiden Pfarrer Theodor Schmitz und Karl Rosenkaimer, der Apotheker Josef Kreutzberg und Heinrich Umsorg.
Im Jahr 1932 konnte das Heimatmuseum eröffnet werden. Im Kriegswinter der Jahre 1944 und 1945 wurde der Turm zwar nur leicht beschädigt, das Inventar jedoch stark in Mitleidenschaft gezogen. Im Jahr 1949 konnte das Museum provisorisch wiedereröffnet werden.
Im Jahr 1961 wurde zusätzlich das Museum Katharinenhof im ehemaligen Klostergebäude an der Mühlenstraße eingerichtet; neben der Kölner Sammlung Kasimir Hagen wurden hier die nach dem Krieg geborgenen Kunstschätze aus der Pfarrkirche St. Peter und Paul gezeigt. Die Ausstellung im Mühlenturm wurde in der Folge umgestaltet und beherbergte den Schwerpunkt „religiöse Volkskunst“. Der Katharinenhof wandelte sich seit den 1970er-Jahren zunehmend zum Kunstmuseum, vor allem durch die Unterstützung des Kranenburger Kunstsammlers Hans van der Grinten. Durch den Anbau des Bürgerhauses Katharinenhof erhielt das Museum im Jahr 1984 weitere Ausstellungsflächen.
In den letzten Jahren wurde die Kranenburger Museumslandschaft unter der Führung des Vereins für Heimatschutz neu gestaltet. Während das Museum Katharinenhof Kunst präsentiert, beherbergt der Mühlenturm seit 2006 die ortsgeschichtliche Dauerausstellung „Geschichte im Turm“. In der sogenannten „Stadtscheune“ werden bäuerliche und handwerkliche Arbeitswerkzeuge gezeigt.
Der Verein veranstaltet regelmäßig Exkursionen; unter anderem zum jährlichen Tag des offenen Denkmals. Außerdem bemüht er sich um die Herausgabe historischer Schriften. So konnte 1984 das Kranenburger Heimatbuch erscheinen, 2006 der umfangreiche Katalog- und Aufsatzband „Geschichte im Turm“.